# Hyperaspidius andrewsi
Hyperaspidius andrewsi är en skalbaggsart som beskrevs av Gordon 1985. Hyperaspidius andrewsi ingår i släktet Hyperaspidius och familjen nyckelpigor. Inga underarter finns listade i Catalogue of Life.